# Hjälpkärring
Hjälpkärring är en halv till en meter lång bräda som används som stöd för kaklet från bakmur vid kringsättning av kakelugn. Hjälpkärring är också en alternativ benämning på takpappsknekt, en justerbar stötta av brädor av vilka den översta är lika bred som våden, som används som hjälpmedel då en ensam målare ska reparera pappspända innertak.